# Adasaurus mongoliensis
Adasaurus mongoliensis ("Adas mongoliska ödla" eller "djävulsödla från Mongoliet") är en art av dinosaurier som tillhör släktet Adasaurus, en dromeosaurid från slutet av kritaperioden i det som idag är Centralasien. Den var en liten tvåbent köttätare med en skär-formad klo på den andra tån på fötterna, ett drag som är typiskt för dromaeosaurierna. En fullvuxen individ var antagligen runt 2 meter från nos till svansspets och 60 cm hög. Den vägde mellan 20 och 50 kg. Vissa kallar den för Deinonychus mongoliensis.

## Etymologi
Adasaurus mongoliensis är döpt efter Mongoliet, där fossilet hittades. Både släktet och arten döptes och beskrevs år 1983 av den berömde mongoliske paleontologen Rinchen Barsbold. Namnet kommer av den ond anden i mongolisk mytologi - Ada. Namnet inkluderar även det grekiska ordet σαυρος/sauros som betyder 'ödla', det vanligaste suffixet i dinosaurie-namn.

## Klassificering
Adasaurus är en medlem av Dromaeosauridae, en familj som består av theropoder och antas vara väldigt nära släkt med fåglarna. Släktskapet mellan familjerna är dåligt känd, men Adasaurus verkar vara en medlem av underfamiljen Dromaeosaurinae, tillsammans med den mongoliska dromaeosaurien Achillobator giganticus samt andra nordamerikanska arter. Andra dromaeosaurider är Deinonychus, Velociraptor, Microraptor och Buitreraptor. Adasaurus är unik bland dromaeosaurider eftersom dess skär-formade klo på fötterna är mindre än hos andra släkten i samma familj.

## Fynd och åldre
Två exemplar av Adasaurus har hittats, båda i Nemegt-formationen i Bajanchongor-provinsen i Mongoliet. Holotypen är ett ofullständigt kranium tillsammans med några ben från skelettet, inkluderat alla tre ben från bäckenet. Det andra exemplaret, även det beskrivet tillsammans med det första, består av bakre delen av ett annat skelett, inkluderat bakbenen. Båda exemplar finns i Mongolian Geological Institutes samlingar i Ulan Bator, Mongoliet.
Åldern på Nemegt-formationen är inte riktigt känd, så som de flesta av Mongoliets sediment från sen krita, men det antas tillhöra maastrichtskedet under sen krita. Därför antas åldern i Nemegt vara mellan 74 och 65 miljoner år. Andra dinosaurier som hittats i formationen är Tarbosaurus, Anserimimus och Saurolophus.